# Royal Air Forces Escaping Society
La Royal Air Forces Escaping Society était une  association caritative britannique fondée en 1946 pour fournir aide et assistance aux personnes qui dans les pays occupés pendant la Seconde Guerre mondiale ont risqué leurs vies pour sauver des membres de la Royal Air Force évadés ou en fuite.
L'organisation était hébergée au Duke of York's Headquarters à Londres et avait la devise latine Solvitur ambulando (sauvé en marchant). Elle aidait les familles des personnes décédées, ainsi que les personnes nécessitant un traitement médical ou dans toute forme de besoin. Elle encourageait l'amitié renouvelée entre les anciens soldats échappés et leurs sauveteurs.
L'Air Chief Marshal Basil Embry est resté le président de la RAFES de sa fondation jusqu'aux années 1970.
L'organisation a été dissoute à la Cathédrale de Lincoln le 17 septembre 1995, sous la présidence de l'Air Chief Marshal Lewis Hodges. Il reste un petit musée de la RAFES, à l'Aviation Heritage Centre, East Kirkby, près
de Spilsby, Lincolnshire, et plusieurs plaques commémoratives offertes par la RAFES en divers endroits, notamment le Royal Air Force Museum London, l'église St Clement Danes et le Musée de l'Armée à l'Hôtel des Invalides, Paris.

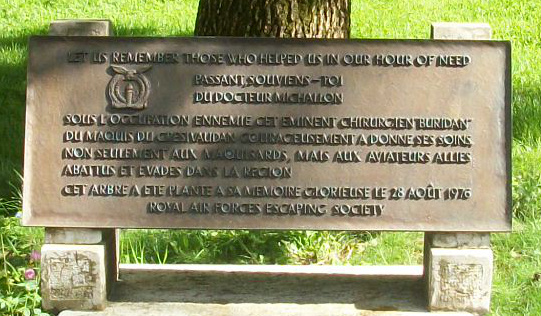
plaque commémorative offerte par la RAFES, à Grenoble, France